# Sortilegio de la luna
Sortilegio de la luna és un ballet compost per Matilde Salvador l'any 1955 amb motiu del Festival Internacional de Granada.

## Estrena de l'obra
Sortilegio de la luna és una de les obres que va estrenar la gran ballarina de ballet Rosario on va destacar la seva coreografia.
El ballet compost per Matilde Salvador i amb l'ajuda del seu marit, Vicente Ascencio, està pensat per a què aquesta gran ballarina l'interpretés als "Jardines del Generalife Granadinos".
L'estrena va ser un èxit i això va suposar a repetir l'espectacle en noves sessions no programades.

## Història
La història es basa en el fet que la Lluna (interpretada per Rosario) descendeix a la Terra i s'encarna en una gitana blanca per seduir al seu estimat.

## Estètica
L'estètica de l'obra de Matilde Salvador és considerada a ser molt similar als últims Manuel de Falla neoclàssics, com podria ser el de El Retablo de Maese Pedro i el Concierto para clave.